# Муталлимов, Тахсин Муталлим оглы
 Тахсин Муталлим оглы Муталлимов  (азерб. Taxsin Mütəllim oğlu Mütəllimov ) — азербайджанский учёный, доктор филологических наук (1975), профессор (1978). Заслуженный деятель науки Азербайджана (2017), лауреат Государственной премии Азербайджана (1991), лауреат премии «Золотое перо» (Qızıl qələm) (2001).

## Биография
Тахсин Муталлимов родился 18 января 1932 года в городе Нахичевань Азербайджанской ССР. После школы окончил Художественное училище имени Азима Азимзаде. В 1956 году окончил филологический факультет Азербайджанского государственного университета. В 1957—1959 годах был заведующим консультационным пунктом заочного отделения университета. В 1959 году поступил в аспирантуру университета. С 1961 года, после окончания аспирантуры, работал преподавателем, старшим преподавателем, доцентом кафедры истории азербайджанской литературы. В 1963 году защитил кандидатскую диссертацию на тему «Художественная проза А. Абульгасана». В 1975 году защитил докторскую диссертацию на тему «Мастерство А. Ахвердиева». С 1978 года — профессор кафедры истории азербайджанской литературы Бакинского государственного университета.

## Награды
- Орден «Труд» III степени (25 ноября 2019) — по случаю 100-летия Бакинского государственного университета и за заслуги в развитии образования и науки в Азербайджане[2].
- Заслуженный деятель науки Азербайджана (6 марта 2017) — за заслуги в подготовке высококвалифицированных научно-педагогических кадров и сфере литературоведения в Азербайджане[3].
- Государственная премия Азербайджана (1991).
- Премии «Золотое перо» (Qızıl qələm) (азерб.) (2001).

## Научная деятельность
Основными научными интересами Т. Муталлимова являются различные творческие проблемы азербайджанской литературы, в частности, вопросы поэтики.
Под его научным руководством были защищены 8 кандидатских диссертаций.
Т. Муталлимов — автор 170 научных статей, 2 монографий, 2 книг.

### Некоторые научные работы
- Муталлимов Т. М. Творчество А. Абульгасана. — Баку: Азернешр, 1969.
- Муталлимов Т. М. Литературные школы в азербайджанской литературе XX века. — Баку: АГУ, 1978.
- Муталлимов Т. М. Литературные заботы. — Баку: Yazıçı, 1981.
- Муталлимов Т. М. Поэтика Абдурагим-бека Ахвердова. — Баку: Yazıçı, 1988.
- Муталлимов Т. М. Художественная проза периода Второй мировой войны. Современная азербайджанская литература. — Баку: Бакы университети, 2007. — Т. 1.
- Муталлимов Т. М. С. С. Ахундов. Современная азербайджанская литература. — Баку: Бакы университети, 2007. — Т. 1.